# Ligamento inguinal
O ligamento inguinal é uma fita que corre desde o tubérculo púbico do osso púbis até a espinha ilíaca ântero-superior do osso ílio. Sua anatomia é muito importante para a operação de pacientes com hérnia inguinal.
Forma o assoalho do canal inguinal, que é o local onde a hérnia inguinal se desenvolve.
É formado pela aponeurose do músculo oblíquo externo do abdôme e é contínuo com a fáscia lata da coxa.
Também é conhecido como ligamento de Poupart, porque Poupart deu sua importância para o reparo de hérnias. 
É o limite superior do triângulo femoral.

## Imagens adicionais

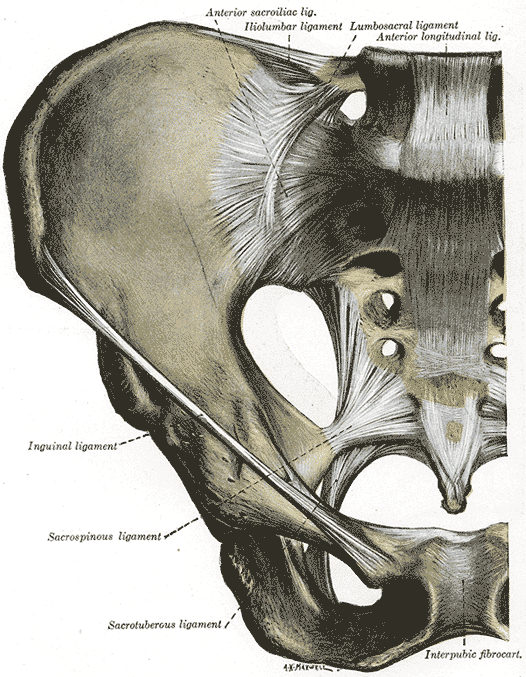
Articulações da pelve. Vista anterior.
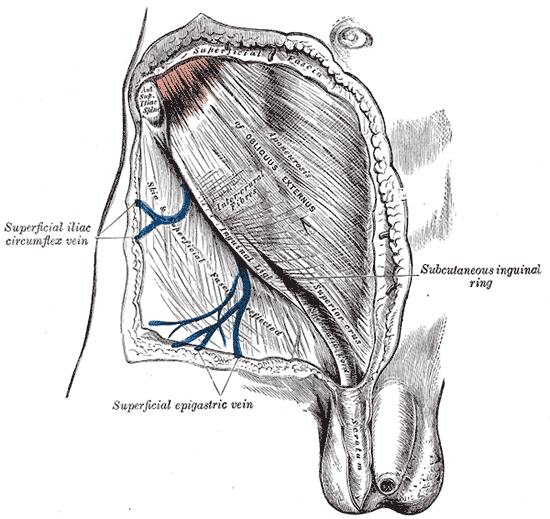
O anel inguinal subcutâneo.
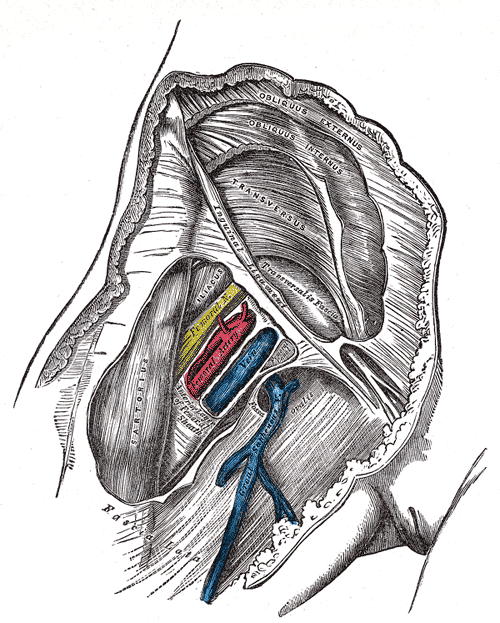
Bainha femoral aberta para mostrar seus três compartimentos.
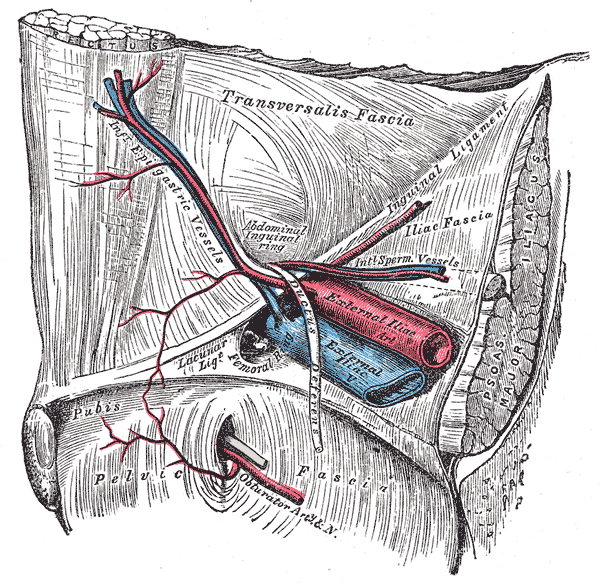
As relações dos anéis inguinais femorais e abdominais, vistos do abdômen. Lado direito.
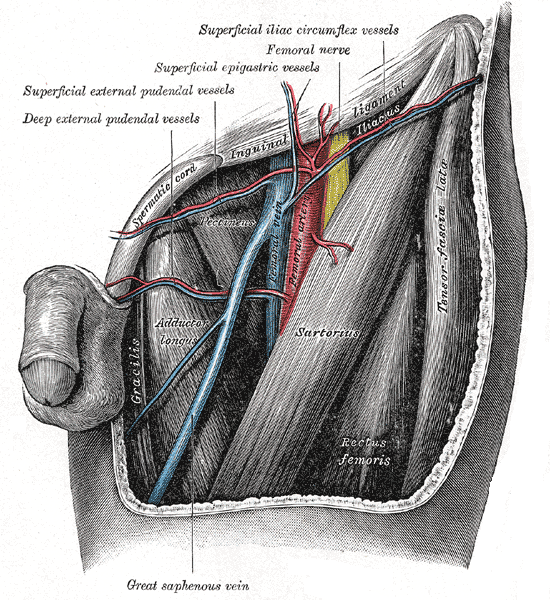
O triângulo femoral esquerdo.
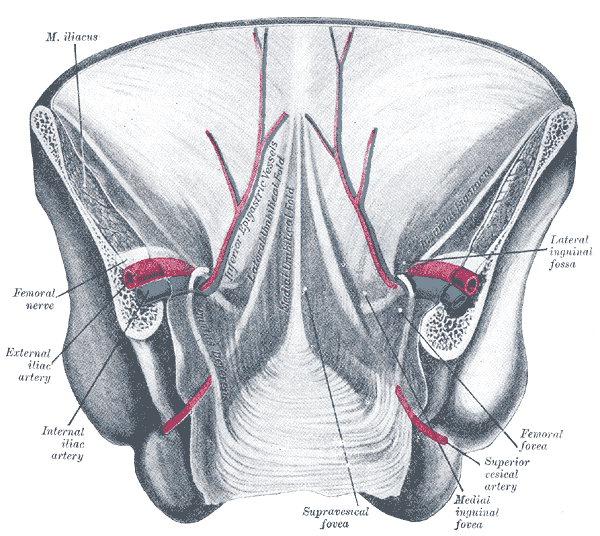
Vista posterior da parede abdominal anterior na sua porção inferior.

1. ↑  Infopédia. «ligamento de Poupart | Dicionário Infopédia de Termos Médicos». infopedia.pt - Porto Editora. Consultado em 15 de maio de 2023